# Lambert de Baré de Comogne
Lambert Ghislain Joseph Adrien de Baré de Comogne (Namen, 10 januari 1759 - 31 maart 1828) was een Zuid-Nederlandse industrieel en edelman.

## Biografie

### Familie
Lambert de Baré was een telg uit het geslacht De Baré de Comogne. Hij was een zoon van de meester-leerlooier Adrien Baré (1727-1792) en Jeanne Géminne (1734-1762).
Hij werd zelf ook leerlooier en trouwde in 1778 in Namen met Marie-Cathérine Bodart (1755-1809). Ze kregen vijf zoons en vier dochters. Hij trouwde vervolgens in 1817 in Courrière met Marie-Jeanne d'Orjo (1785-1866).
Onder zijn negen kinderen bevond zich senator Hippolyte de Baré de Comogne, die de titel burggraaf bekwam voor zichzelf en al zijn afstammelingen. Zijn kleinzoon Louis de Baré de Comogne was volksvertegenwoordiger.
Zijn jongste dochter, Philippine de Baré (1795-1877), werd in 1865 ten persoonlijke titel tot barones verheven. Ze trouwde in 1818 met Édouard de Mercx de Corbais (1788-1855), generaal-majoor in het Belgische leger na een militaire loopbaan in de Oostenrijkse, Franse en Nederlandse legers. Twee andere dochters trouwden met telgen uit de families De Pitteurs en De Woot de Trixhe.

### Loopbaan
Lambert werd in 1816 opgenomen in de erfelijke adel van het Verenigd Koninkrijk der Nederlanden met de bij eerstgeboorte overdraagbare titel van baron. Hij werd tevens benoemd in de Ridderschap van Namen. Hij werd lid van de Provinciale Staten van deze provincie. Hij werd ook lid van de gemeenteraad van Namen en voorzitter van de Berg van Barmhartigheid in deze stad.